# Questionario di Proust

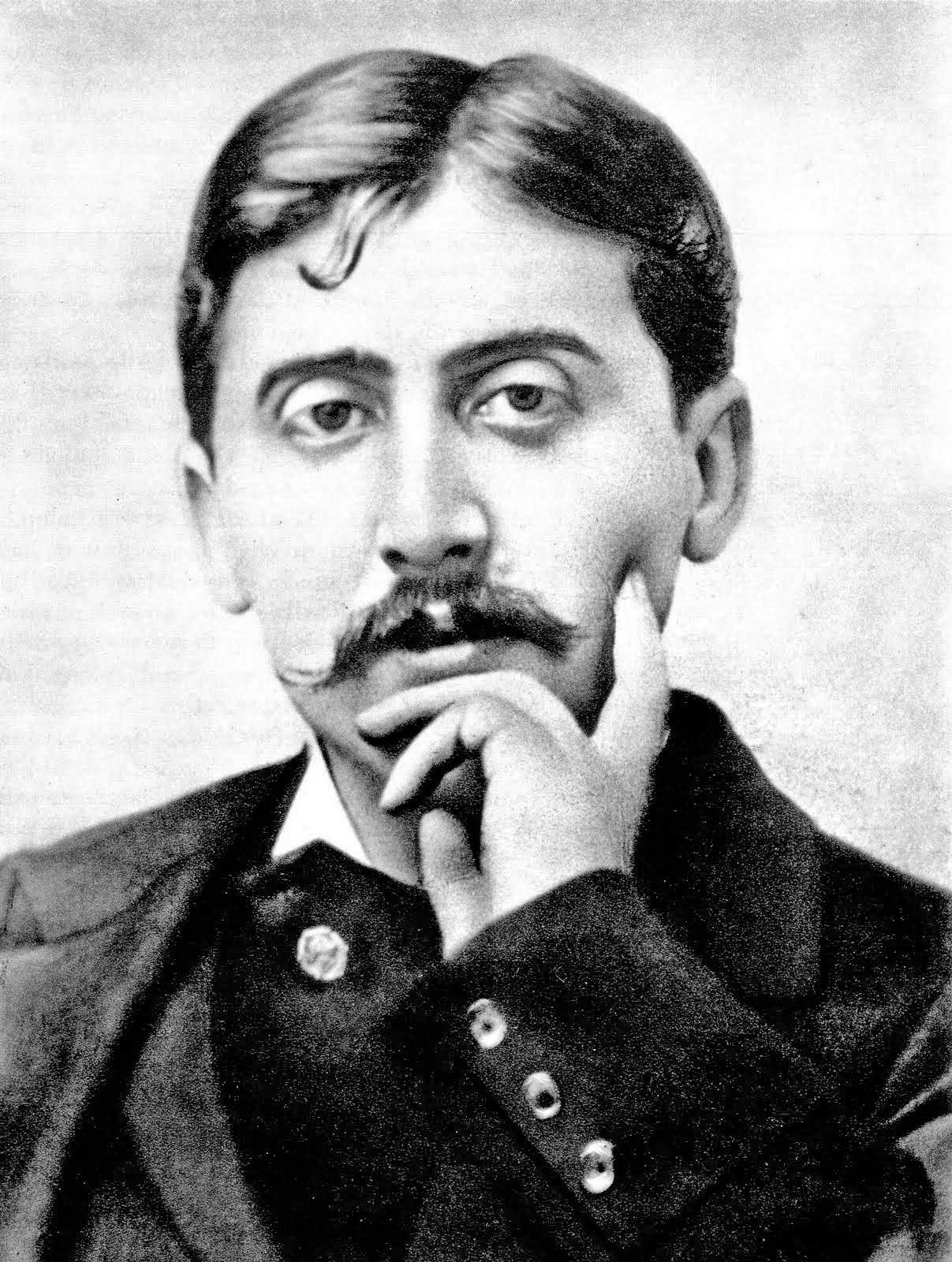
Marcel Proust nel 1900

Il questionario di Proust è una serie di domande volte a conoscere i gusti e le aspirazioni personali di chi vi risponde. Malgrado la denominazione possa indurre a pensare che sia stato creato da Marcel Proust, il grande scrittore francese si limitò a fornire le proprie risposte. Non si tratta di un test psicologico, poiché non è corredato di interpretazioni di alcun genere; ha il solo scopo di conoscere meglio se stessi e gli altri.

## Storia del questionario
Alla fine del XIX secolo, quando Proust era adolescente, la sua amica e coetanea Antoinette Faure (figlia del futuro presidente della Repubblica francese Félix Faure) gli propose di rispondere, per iscritto, a una serie di domande presenti su un album in lingua inglese intitolato An Album to Record Thoughts, Feelings, etc. (che si traduce: un album per conservare pensieri, sentimenti, eccetera). Al tempo, infatti, presso le famiglie inglesi era piuttosto diffusa l'abitudine di rispondere a questionari simili, spesso nel corso di intrattenimenti sociali. Anni dopo l'album fu ritrovato da André Berge, uno dei figli della Faure, che nel 1924 pubblicò per la prima volta le risposte di Proust. Nel 2003 il manoscritto originale è stato venduto all'asta per la somma di 102.000 euro.
In seguito Proust rispose a un secondo questionario. In cima al foglio scrisse di proprio pugno: "Marcel Proust par lui-même" (che si può tradurre liberamente: Proust raccontato da Proust). Tra l'una e l'altra versione, le domande sono simili ma non identiche e le risposte dello scrittore piuttosto diverse.

## Il questionario oggi
Alcuni programmi televisivi, in diversi Paesi, hanno fatto uso del questionario, rivolgendo le domande a personaggi celebri. È il caso del francese Apostrophes condotto da Bernard Pivot o dello statunitense Inside the Actor's Studio condotto da James Lipton. La rivista Vanity Fair, nell'edizione americana, riporta le risposte al questionario di diverse persone famose e nel 2009 ne ha lanciato una versione interattiva online. Anche in Italia, non poche sono le testate che ne fanno o ne hanno fatto uso; Io Donna, supplemento del Corriere della Sera, ne riporta regolarmente una versione "mini".

## Le risposte di Proust
- L'album di Antoinette Faure: riproduzione della pagina e risposte tradotte in italiano

- Il secondo questionario: riproduzione della pagina e domande/risposte tradotte in italiano